# Holaxonia
Holaxonia es un suborden de gorgonias marinas que pertenecen al orden Alcyonacea, dentro de la subclase Octocorallia. 
Enmarcadas comúnmente entre los corales blandos, ya que carecen de esqueleto calcáreo, como los corales duros del orden Scleractinia, por lo que no son hermatípicas. 
Forman colonias de pólipos, con estructuras semi-rígidas, en forma de abanico o arbusto, y ramas compuestas de espículas de calcita y/o una sustancia córnea proteínica, llamada gorgonina. Las especies de aguas poco profundas tienen el núcleo central del eje, o axis, y de las ramas, hueco, tabicado a intervalos regulares, mientras que en las especies que viven a mayor profundidad, el núcleo es sólido. La gorgonina va formando con el crecimiento capas concéntricas en el eje, con una periodicidad anual aproximadamente, lo que permite averiguar la edad de las colonias con bastante precisión.
Son octocorales cuya alimentación es tanto fotosintética, por medio de las algas simbiontes zooxantelas en algunos géneros, o atrapando plancton con sus ocho tentáculos. También se alimentan por absorción de materia orgánica disuelta en el agua.
Este suborden contiene familias que se hallan en aguas tropicales y subtropicales del Pacífico, el océano Índico, Mar Rojo, mar Mediterráneo, y el Caribe.

## Familias
El Registro Mundial de Especies Marinas reconoce las siguientes familias:
- Acanthogorgiidae. Gray, 1859
- Dendrobrachiidae. Brook, 1889
- Gorgoniidae. Lamouroux, 1812
- Keroeididae. Kinoshita, 1910
- Plexauridae. Gray, 1859

## Galería

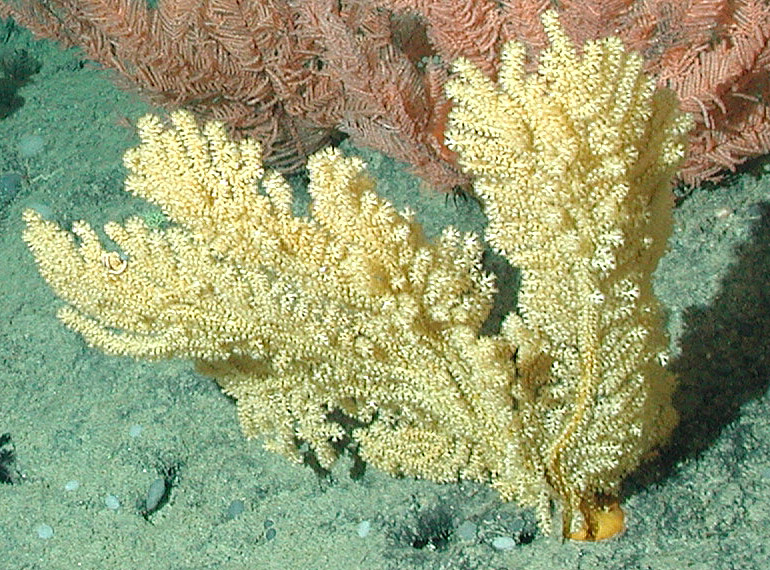
Acanthogorgia sp. Montaña marina de Davidson, California
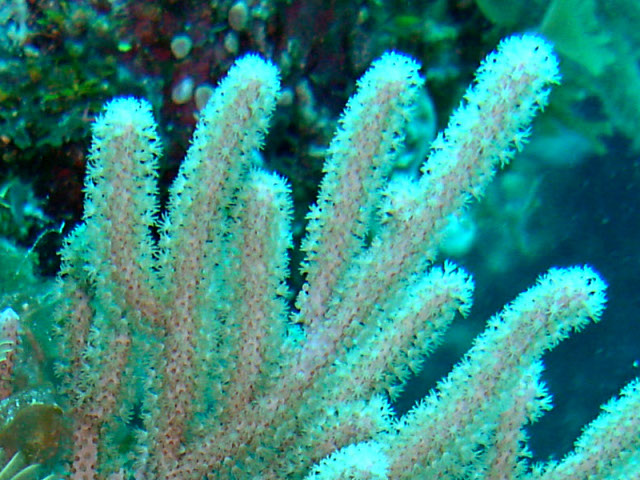
Eunicea mammosa. Cuba. Isla de la Juventud
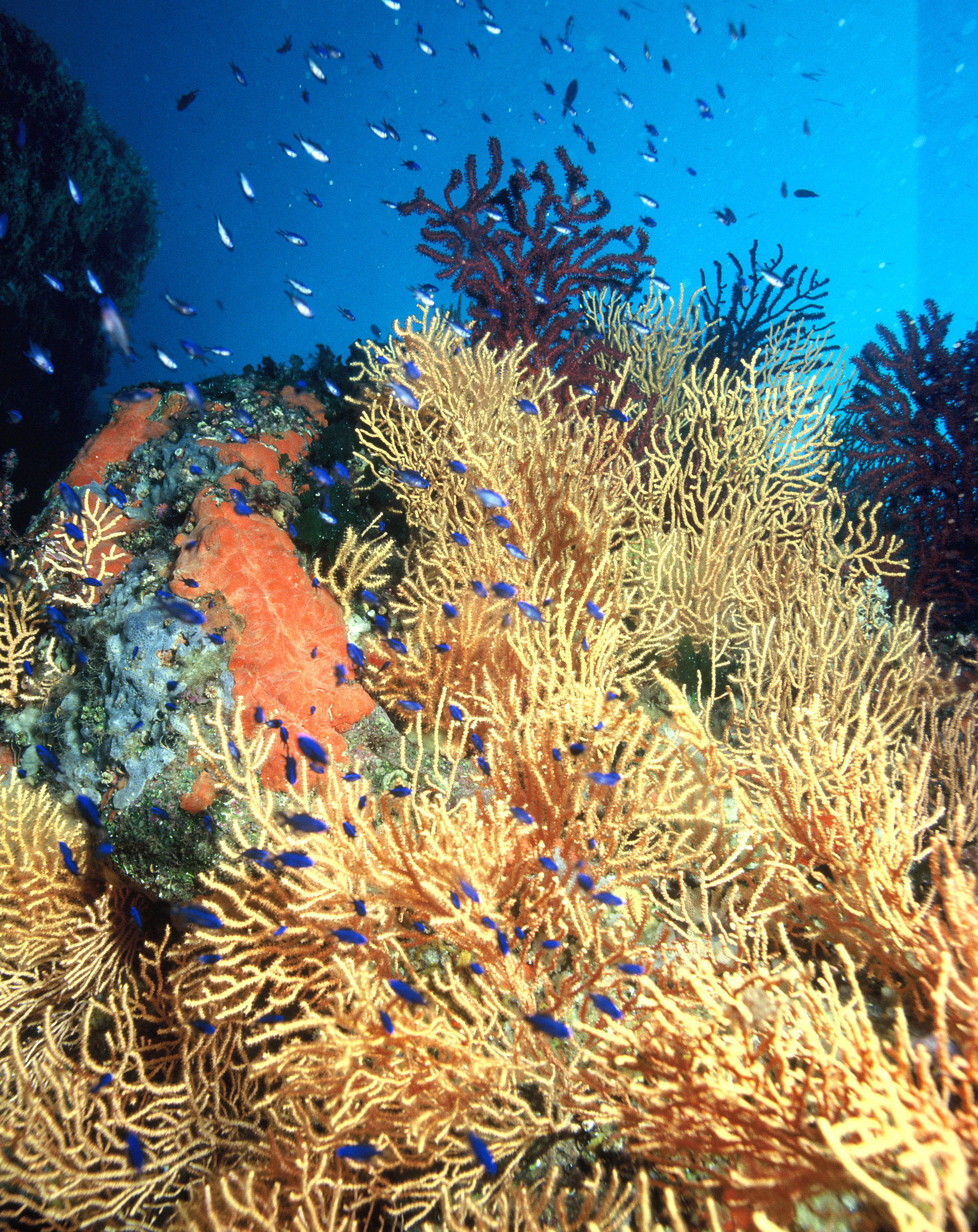
Eunicella cavolinii. Mar Mediterráneo
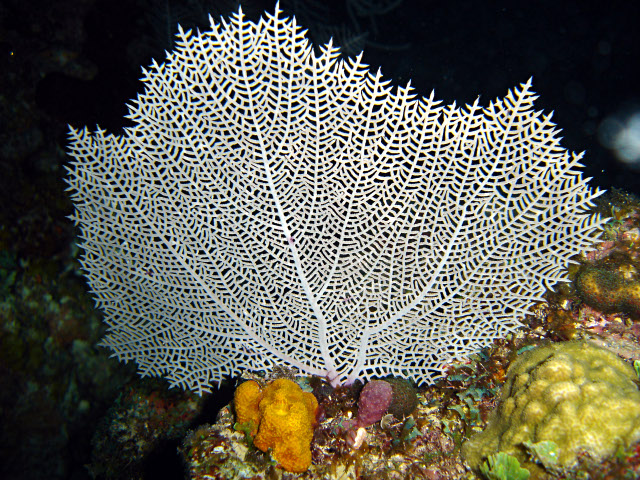
Gorgonia mariae. Cuba. Isla de la Juventud.
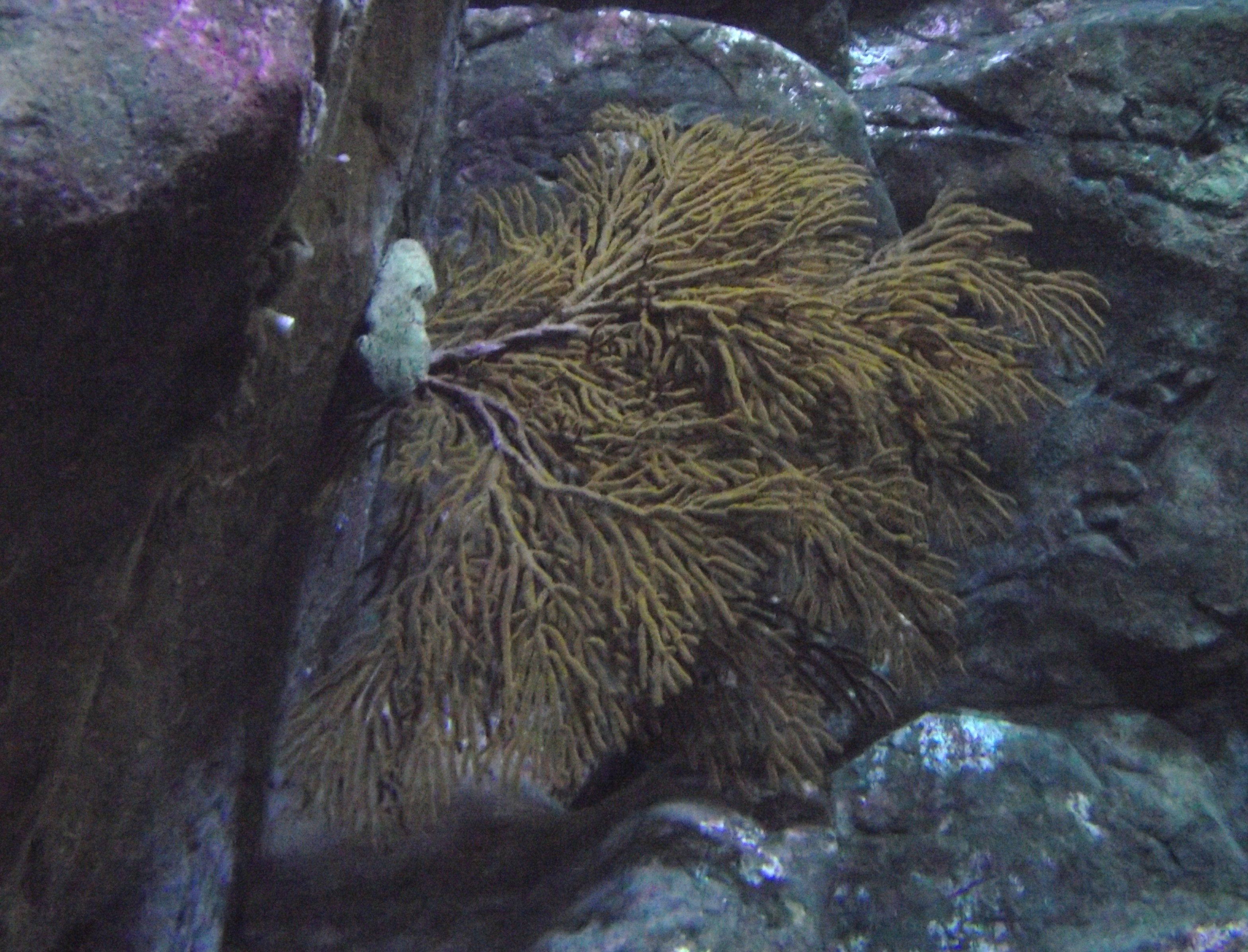
[Islas del Canal de California-islas del Canal]], California, EE.UU.
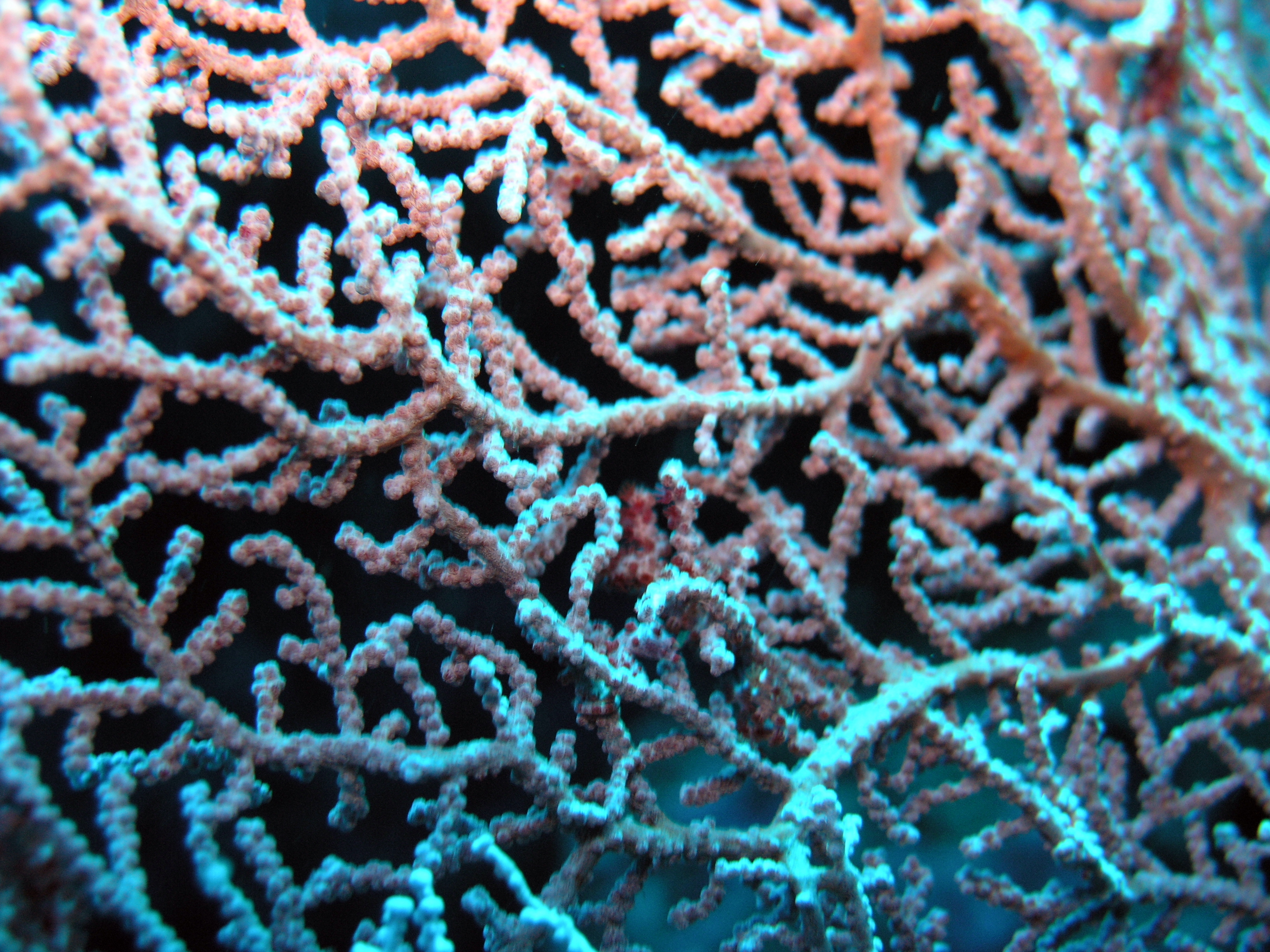
Muricella plectana e Hippocampus bargibanti (en el centro de la imagen)
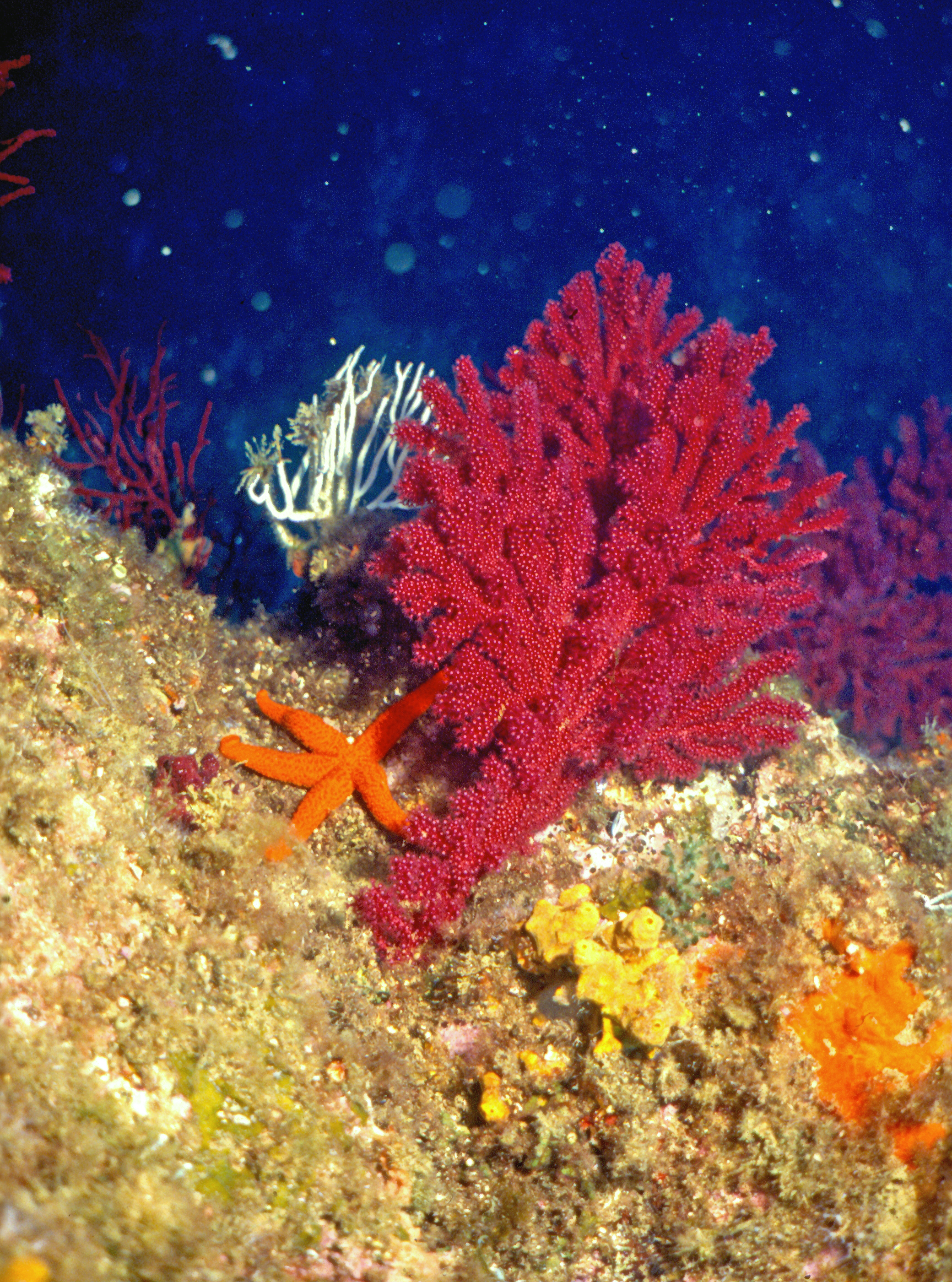
Paramuricea clavata. Banyuls-sur-Mer, Francia

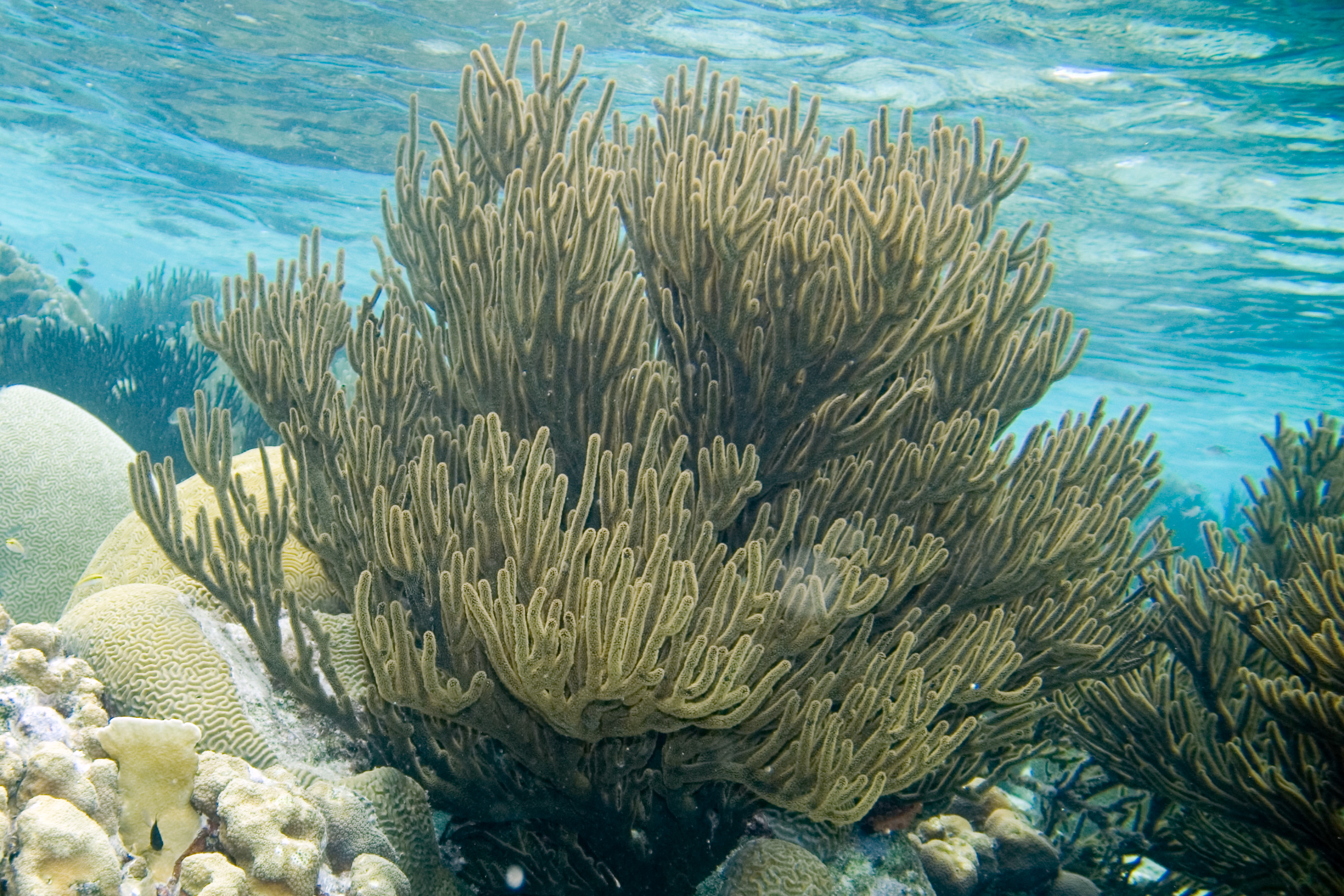
Plexaura homomalla, Bonaire
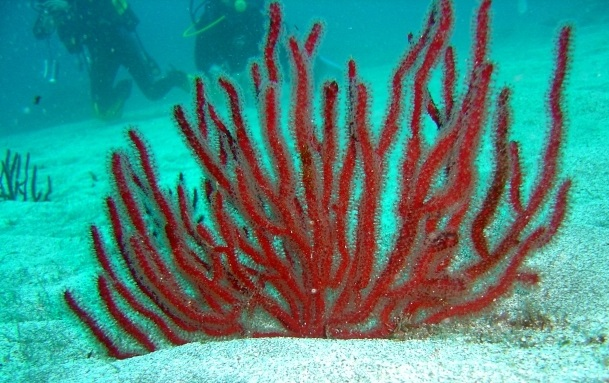
Leptogorgia ruberrima,  Playa San Juan, Isla de Tenerife
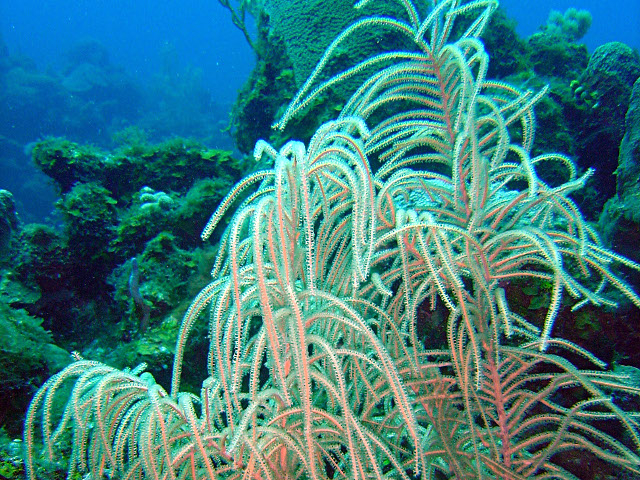
Pseudopterogorgia americana. Cuba. Isla de la Juventud
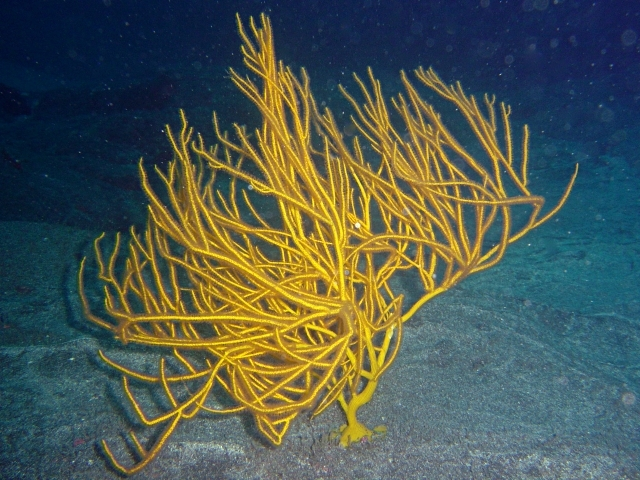
Leptogorgia viminalis, Acantilado de los Gigantes, Isla de Tenerife, España
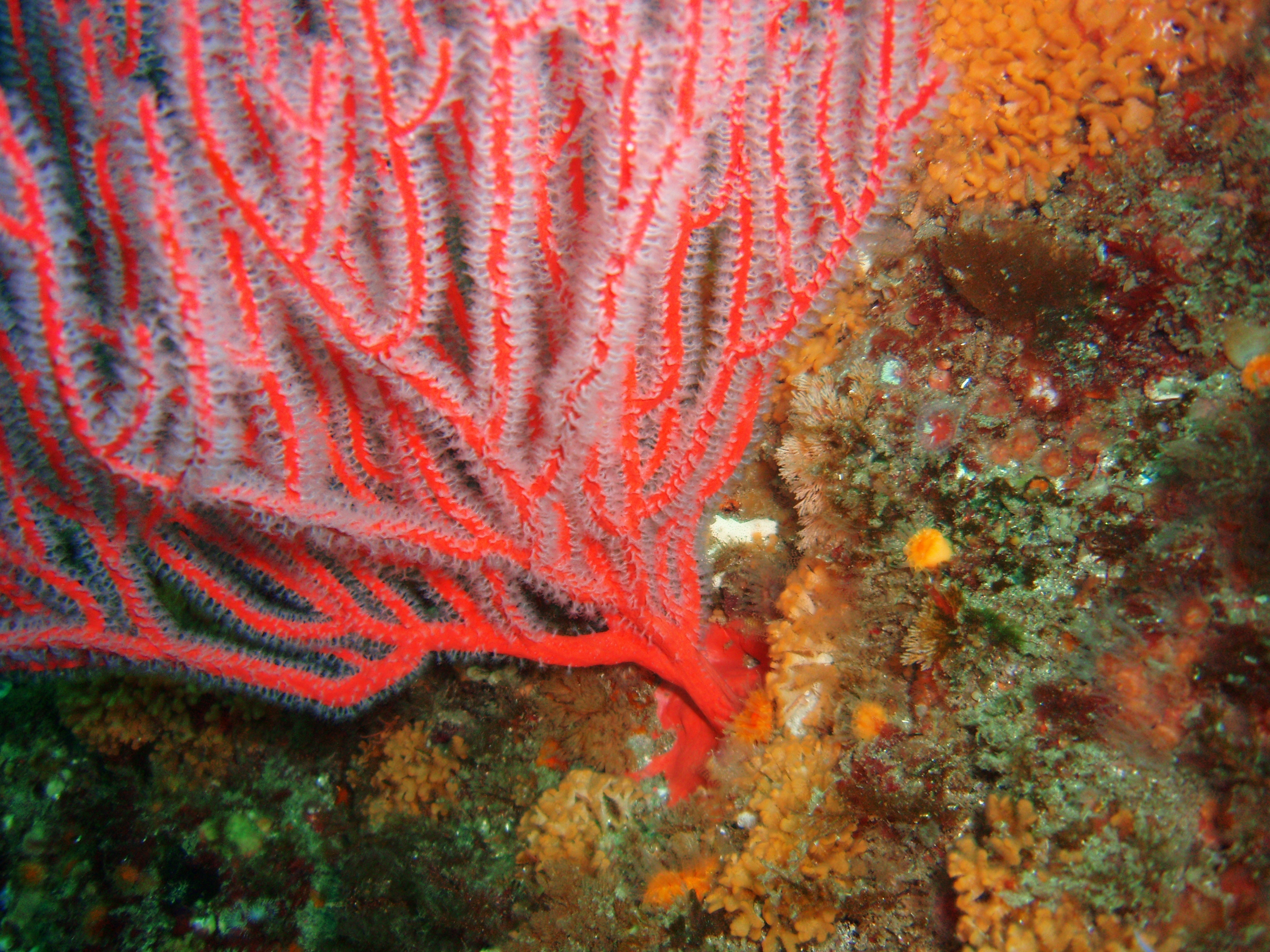
Lophogorgia chilensis, California Channel Islands
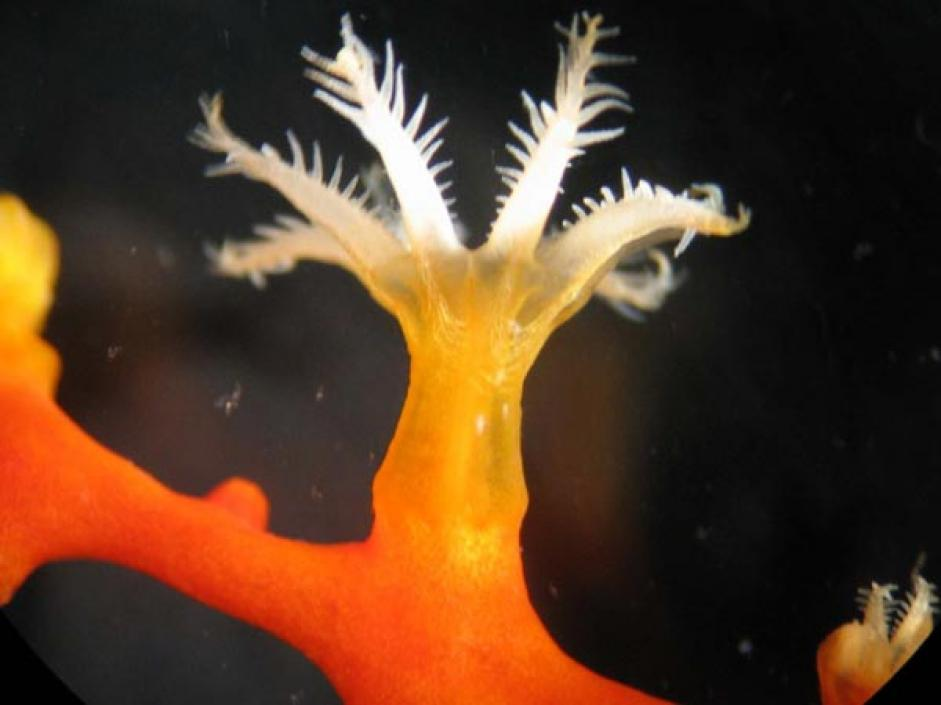
Pólipo de Swiftia sp